# The Isolation Tapes
The Isolation Tapes ist das sechste Studioalbum der deutschen Psychedelic-Rock-Band Kadavar. Es wurde am 23. Oktober 2020 über Robotor Records veröffentlicht.

## Entstehung
Nach der Veröffentlichung des letzten Studioalbums For the Dead Travel Fast konnte die Band nur wenige Konzerte spielen. Die COVID-19-Pandemie führte zu einem Lockdown, bei dem unter anderem Konzerte verboten wurden, um die Verbreitung des Virus einzudämmen. Weil keine Tourneen anstanden konnten die Musiker sich für das neue Album Zeit nehmen und erstmals seit dem Debütalbum ohne Druck arbeiten.
Dabei hatten die Musiker wegen der fehlenden Konzerte und den Auswirkungen des Lockdowns „keine Lust auf laute Gitarren“ gehabt. Stattdessen ließen sich die Musiker eher von Bands wie den Beatles, Pink Floyd, aber auch von genrefremden Bands wie Abba und den Bee Gees beeinflussen.

„Wir sind diesmal ohne Ideen ins Studio gegangen, haben mal so richtig experimentiert und einfach einen Schlagzeug-Beat aufgenommen und geschaut, was uns dazu an dem Tag noch einfällt.“

Nach vier Studioalbum für das Plattenlabel Nuclear Blast veröffentlichte die Band The Isolation Tapes auf dem bandeigenen Label Roboter Records. Sänger Christoph „Lupus“ Lindemann erklärte, dass große Labels am aussterben wären. Für die Lieder Everything Is Changing und Eternal Light (We Will Be Ok) wurden Musikvideos gedreht. Das Album wurde in sechs verschiedenen Vinylvariationen in einer Auflage von jeweils 111 Exemplaren veröffentlicht, die bereits vor der Albumveröffentlichung ausverkauft waren. Am 9. April 2021 erschien die „Deluxe Edition“ des Albums, welches neben dem regulären Album den Mitschnitt eines Livestream-Konzerts als Bonus enthält, welches die Band im März 2020 spielte.

## Hintergrund
Das Album dreht sich thematisch um das Thema Isolation, Veränderung und die geistige Entwicklung durch den Lockdown.
Eternal Light (We Will Be Ok) bezieht sich auf einen Traum, den Christoph „Tiger“ Bartelt während einer Tournee hatte. In dem Traum ging es darum, wie er sich fühlt, wenn er auf Tournee ist nicht zu Hause sein kann. Auf einmal tauchte seine kleine Tochter auf  und lächelt ihn an. Dieser Traum gab ihm die Bestätigung, seinen Job als Musiker weiter auszuüben. Man solle eine schöne Erinnerung nehmen und sich davon erhellen lassen. Seine Tochter bezeichnete Bartelt als sein „ewiges Licht“.
Christoph „Lupus“ Lindemann erklärte zu dem Lied Everything Is Changing, dass er sich während der Lockdown-Situation trotz aller Schattenseiten einfach frei wie ein Vogel fühlte und unerreichbar gewesen wäre. Er fing an, Geräusche zu hören, die er sonst nicht hören würde wie Wassertropfen oder Schritte. Jeder Mensch bräuchte solch eine Zeit.

## Rezeption

### Rezensionen
Lothar Gerber vom deutschen Magazin Metal Hammer schrieb, dass was Kadavar während des Corona-Lockdown „mal so eben aus dem Ärmel geschüttelt haben, von übermenschlichen Format zeugt“. Das Trio „wagt sich auf ein Terrain, dass sie bislang nicht ausgekundschaftet haben“ und „schwächeln dabei zu keiner Sekunde“. Gerber vergab 5,5 von sieben Punkten. Holger Stratmann vom deutschen Magazin Rock Hard bezeichnete The Isolation Tapes „in seiner Gesamtheit als Überraschung“. Die Lieder würden „die lockere Zielosigkeit einer Jamsession ausstrahlen“ und das Album wäre „ein passendes Werk zum Reflektieren in dunklen Winternächten“. Stratmann vergab acht von zehn Punkten. Michael Klaas vom Onlinemagazin Metal.de bezeichnete The Isolation Tapes als „leichtfüßigen, luftigen und erfreulich Jam-lastigen Trip“. Das Trio würde „richtig befreit aufspielen“. Allerdings würde das Album „hier und da vielleicht etwas zu geschmeidig dahinfließen“. Klaas vergab sieben von zehn Punkten.

### Chartplatzierungen
Ursprünglich stieg das Album auf Platz 16 der deutschen Albumcharts ein. Durch die Wiederveröffentlichung am 9. April 2021 erreichte das Album sogar Platz zehn.
| ChartsChartplatzierungen | Höchstplatzierung | Wochen |
| ------------------------ | ----------------- | ------ |
| Deutschland (GfK)        | 10 (2 Wo.)        | 2      |